# Chrosna (Petite-Pologne)
Pour les articles homonymes, voir Chrosna.
Chrosna est une localité polonaise de la gmina de Liszki, située dans le powiat de Cracovie en voïvodie de Petite-Pologne.